# This Consequence
This Consequence – dziewiąty studyjny album amerykańskiej grupy metalcore'owej Killswitch Engage wydany 21 lutego 2025 nakładem Metal Blade Records.
Płytę promowały teledyski do utworów: „Forever Aligned” (realizacja: Jeremy Danger), „I Believe” (reżyseria: Tom Flynn, Mike Watts), „Collusion” (reżyseria: Tom Flynn, Mike Watts).

## Lista utworów
1. „Abandon Us”
2. „Discordant Nation”
3. „Aftermath”
4. „Forever Aligned”
5. „I Believe”
6. „Where It Dies”
7. „Collusion”
8. „The Fall of Us”
9. „Broken Glass”
10. „Requiem”

## Twórcy
Skład zespołu
- Jesse Leach – śpiew
- Adam Dutkiewicz – gitara prowadząca
- Joel Stroetzel – gitara rytmiczna
- Mike D'Antonio – gitara basowa, okładka[18]
- Justin Foley – perkusja

## Listy tygodniowe
| Kraj            | Lista                        | Pozycja |
| --------------- | ---------------------------- | ------- |
| Belgia          | Ultratop (Flandria)          | 159     |
| Belgia          | Ultratop (Walonia)           | 82      |
| Japonia         | Oricon Albums Chart          | 45      |
| Niemcy          | Offizielle Deutsche Charts   | 13      |
| Szkocja         | Scottish Albums Chart        | 9       |
| Wielka Brytania | UK Albums Chart              | 85      |
| Wielka Brytania | UK Independent Albums Chart  | 2       |
| Wielka Brytania | UK Rock & Metal Albums Chart | 1       |